# Pamětní medaile 4. střeleckého pluku Prokopa Velikého
Pamětní medaile 4. střeleckého pluku Prokopa Velikého je pamětní medaile 4. střeleckého pluku československých legií. Medaile byla založena v roce 1947 při příležitosti plukovních oslav 30. výročí založení této jednotky v Rusku.